# Casimir Casaramona i Puigcercós
Casimir Casaramona i Puigcercós   (Vic, 1838 - Barcelona, 18 de maig de 1913) fou un industrial tèxtil català.

## Biografia
El 1862, el seu germà gran Joan va muntar a Barcelona una fàbrica de teixits de cotó especialitzada en la confecció de mantes i tovalloles (vegeu casa-fàbrica Balius), amb el suport d'una altra fabriqueta a Monistrol de Calders. El 1865, hi va entrar Casimir, però la va abandonar el 1872 per a crear la seva pròpia empresa, reunificant els petits tallers dels seus germans en una sola fàbrica de teixits de cotó, mescla i llana, situada a Castellterçol i amb oficines i despatx al carrer de Mendizàbal (actual Junta de Comerç), 16.
El 1888, Casimir Casarramona i Cia guanyà la medalla de plata a l'Exposició Universal de Barcelona per la seva magnífica col·lecció de mantes, tovalloles i llenços. Mentrestant el seu germà Joan havia establert una fàbrica de filats i teixits de cotó a Sant Feliu de Torelló, moguda per la força hidràulica del riu Ter. Tanmateix, els negocis no li van anar bé i acabà amb tots els béns embargats. Aleshores, Casimir es quedà la fàbrica de Barcelona i deixà per als creditors la de Sant Feliu de Torelló.

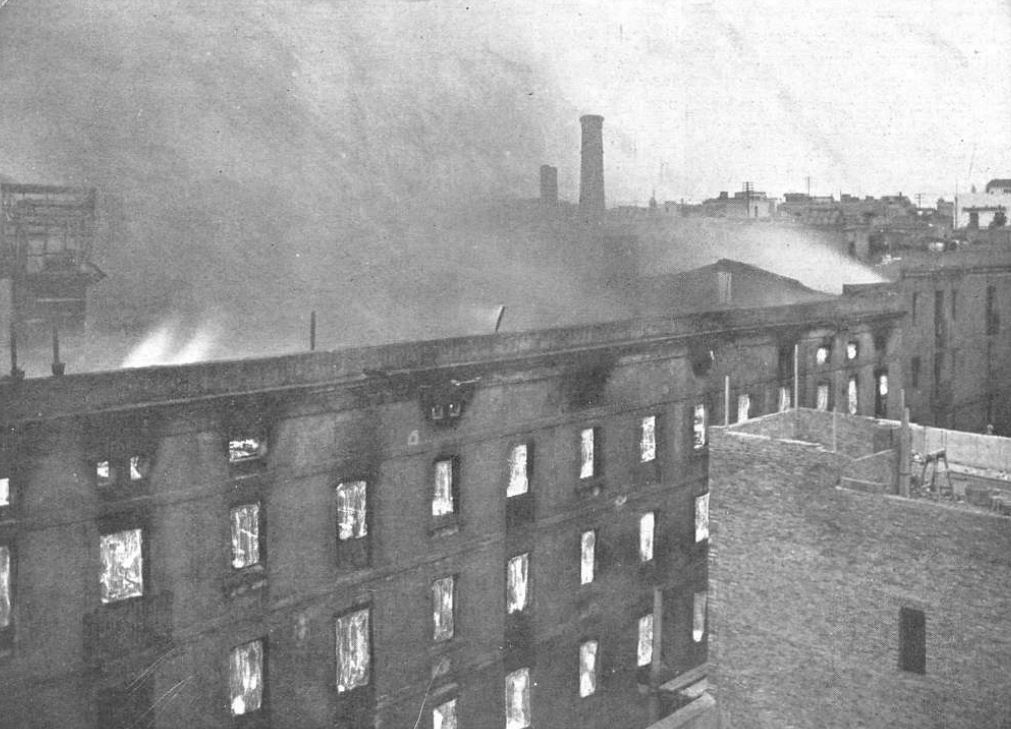
Incendi a la fàbrica Casaramona del carrer de la Riereta el 1911

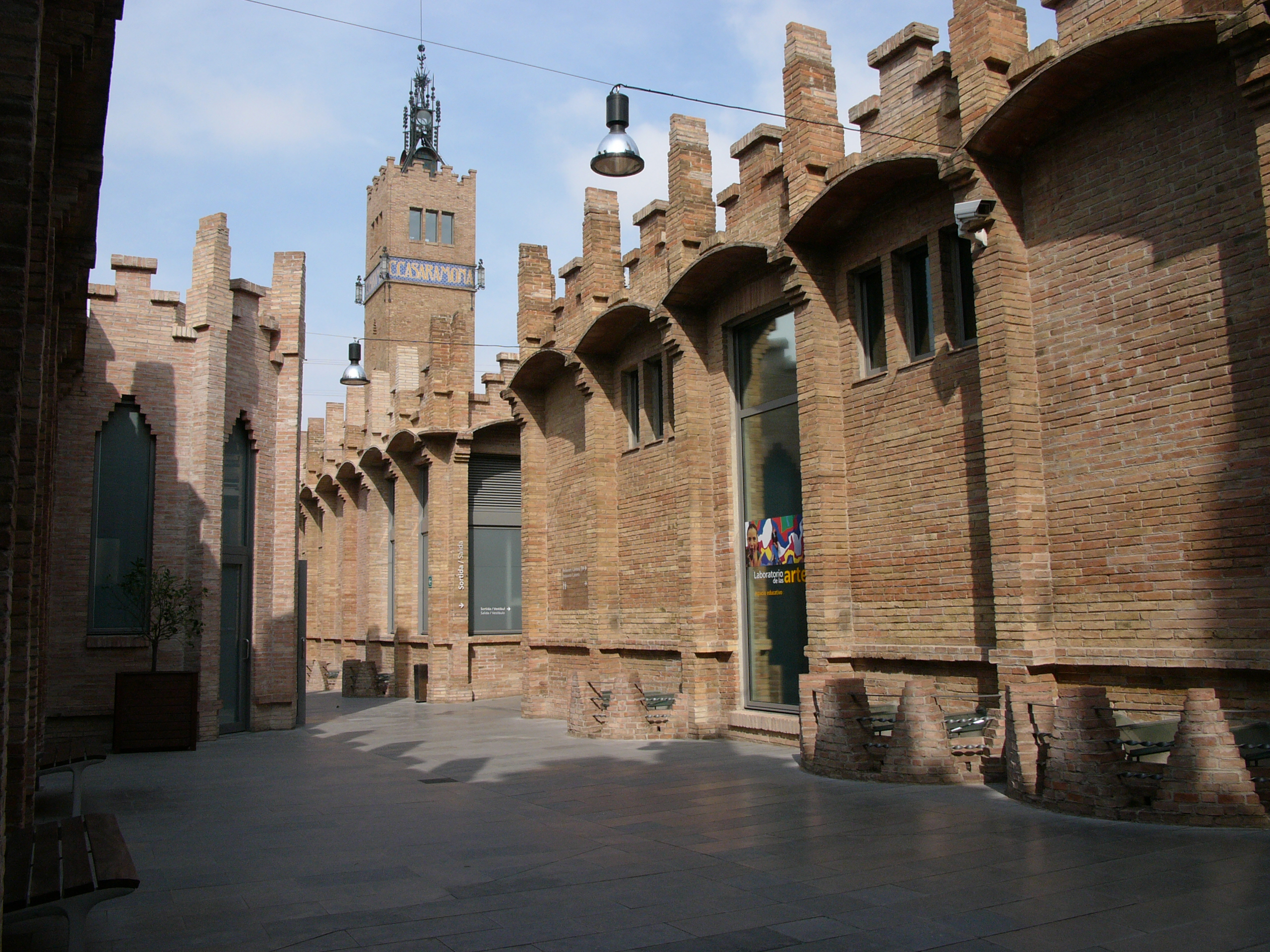
Fàbrica Casaramona

El 1909, va encarregar a l'arquitecte Josep Puig i Cadafalch el projecte d'una nova fàbrica al carrer de Mèxic (vegeu Fàbrica Casaramona). El 1911, la fàbrica del Raval (vegeu casa-fàbrica Terrés) va ser destruïda per un incendi, la qual cosa va impulsar la construcció de la nova, inaugurada el 1913 i que va merèixer el premi anual de l'Ajuntament de Barcelona.
Va morir el dia 18 de maig del 1913 al seu domicili de la Gran Via de les Corts Catalanes, 601. L'empresa quedà en mans del seu fill August, però durà pocs anys, ja que abans del 1920 havia tancat.